# Sederon
Sederon (en francès Séderon) és un municipi francès situat al departament de la Droma i a la regió d'Alvèrnia-Roine-Alps. L'any 2007 tenia 291 habitants.

## Demografia

### Població
El 2007 la població de fet de Séderon era de 291 persones. Hi havia 132 famílies de les quals 56 eren unipersonals (40 homes vivint sols i 16 dones vivint soles), 40 parelles sense fills, 28 parelles amb fills i 8 famílies monoparentals amb fills.
La població ha evolucionat segons el següent gràfic:
Habitants censats

### Habitatges
El 2007 hi havia 294 habitatges, 139 eren l'habitatge principal de la família, 128 eren segones residències i 27 estaven desocupats. 200 eren cases i 69 eren apartaments. Dels 139 habitatges principals, 88 estaven ocupats pels seus propietaris, 47 estaven llogats i ocupats pels llogaters i 4 estaven cedits a títol gratuït; 1 tenia una cambra, 14 en tenien dues, 33 en tenien tres, 35 en tenien quatre i 56 en tenien cinc o més. 80 habitatges disposaven pel capbaix d'una plaça de pàrquing. A 80 habitatges hi havia un automòbil i a 36 n'hi havia dos o més.

### Piràmide de població
La piràmide de població per edats i sexe el 2009 era:
| Homes | Edats   | Dones |
| ----- | ------- | ----- |
| 0     | 95 o +  | 0     |
| 8     | 90 a 94 | 0     |
| 8     | 85 a 89 | 0     |
| 0     | 80 a 84 | 8     |
| 8     | 75 a 79 | 12    |
| 4     | 70 a 74 | 8     |
| 12    | 65 a 69 | 12    |
| 4     | 60 a 64 | 8     |
| 0     | 55 a 59 | 4     |
| 16    | 50 a 54 | 16    |
| 12    | 45 a 49 | 4     |
| 8     | 40 a 44 | 0     |
| 20    | 35 a 39 | 4     |
| 4     | 30 a 34 | 12    |
| 20    | 25 a 29 | 24    |
| 0     | 20 a 24 | 0     |
| 0     | 15 a 19 | 0     |
| 4     | 10 a 14 | 4     |
| 12    | 5 a 9   | 0     |
| 12    | 0 a 4   | 8     |

## Economia
El 2007 la població en edat de treballar era de 169 persones, 114 eren actives i 55 eren inactives. De les 114 persones actives 95 estaven ocupades (59 homes i 36 dones) i 19 estaven aturades (12 homes i 7 dones). De les 55 persones inactives 24 estaven jubilades, 5 estaven estudiant i 26 estaven classificades com a «altres inactius».

### Ingressos
El 2009 a Séderon hi havia 124 unitats fiscals que integraven 244,5 persones, la mediana anual d'ingressos fiscals per persona era de 13.301 €.

### Activitats econòmiques
Dels 39 establiments que hi havia el 2007, 4 eren d'empreses alimentàries, 2 d'empreses de fabricació d'altres productes industrials, 5 d'empreses de construcció, 6 d'empreses de comerç i reparació d'automòbils, 3 d'empreses de transport, 4 d'empreses d'hostatgeria i restauració, 2 d'empreses d'informació i comunicació, 3 d'empreses financeres, 1 d'una empresa immobiliària, 1 d'una empresa de serveis, 5 d'entitats de l'administració pública i 3 d'empreses classificades com a «altres activitats de serveis».
Dels 18 establiments de servei als particulars que hi havia el 2009, 1 era una oficina d'administració d'Hisenda pública, 1 gendarmeria, 1 oficina de correu, 2 oficines bancàries, 2 tallers de reparació d'automòbils i de material agrícola, 3 paletes, 2 fusteries, 1 lampisteria, 1 perruqueria, 1 veterinari i 3 restaurants.
Dels 7 establiments comercials que hi havia el 2009, 2 eren botiges de menys de 120 m², 3 fleques, 1 una carnisseria i 1 una botiga de material esportiu.
L'any 2000 a Séderon hi havia 17 explotacions agrícoles que ocupaven un total de 581 hectàrees.

## Equipaments sanitaris i escolars
El 2009 hi havia una escola elemental.

## Poblacions més properes
El següent diagrama mostra les poblacions més properes.